# Бадалян, Левон Оганесович
Левон Оганесович Бадалян (арм. Լևոն Հովհաննեսի Բադալյան, 26 июня 1929, Эривань — 3 февраля 1994, Москва) — советский учёный в области медицины. Академик Академии медицинских наук СССР (1986) и Российской академии образования (1992).

## Биография
Родился в семье врача. Отец был репрессирован и погиб в лагерях в Хабаровском крае.
С отличием окончил Ереванский медицинский институт (1953), затем — ординатуру. Работал врачом, затем — главным врачом в неврологическом санатории курорта Джермук в Армении. Кандидат медицинских наук (1959, тема диссертации «Лечение на курорте Джермук больных с заболеваниями спинного мозга (последствиями полиомиэлита, инфекционного миэлита и травмы спинного мозга)»).
С 1959 по 1963 годы — ассистент кафедры нервных болезней, ученик Н. К. Боголепова. С 1963 года — заведующий кафедрой неврологии педиатрического факультета 2-го ММИ им. Н. И. Пирогов
Доктор медицинских наук (1964, тема диссертации «Расстройства мозгового кровообращения при хирургическом лечении пороков сердца»)
Ушёл из жизни после тяжелой болезни. Похоронен на Армянском кладбище в Москве (3 уч.)

## Научные интересы
Наследственные заболевания нервной системы у детей (миопатии, факоматозы, эпилепсия). Сосудистые церебральные нарушения. Докторская диссертация посвящена исследованиям расстройств мозгового кровообращения при врожденных пороках сердца и при операциях на «сухом» сердце под гипотермией и с искусственным кровообращением. Предложил классификацию и ряд новых методов лечения прогрессирующих мышечных дистрофий.

## Память
Мемориальная доска в Ереване